# George P. Smith
George Pieczenik Smith (10 març 1941, Norwalk, Connecticut, EUA) és un bioquímic estatunidenc guardonat amb el Premi Nobel de Química de 2018.
Es graduà el 1963 en biologia al Haverford College, Filadèlfia, Pennsilvània. Es doctorà el 1970 en microbiologia i immunologia a la Universitat Harvard, essent Edgar Haber el seu director de tesi. Realitzà una estada postdoctoral (1970-75) a la Universitat de Wiscosin amb Oliver Smithies, Premi Nobel de Medicina o Fisiologia el 2007. Des del 1975 fins a l'actualitat és professor de la Universitat de Missouri.
Smith ideà el 1985 un mètode per modificar els bacteriòfags i utilitzar-los com llibreries de gens que els científics poguessin consultar fàcilment. Smith alterà el genoma d'aquests virus perquè en la seva coberta se situés una proteïna d'interès, que després es pogués pescar fàcilment per la seva estructura utilitzant anticossos, que actuen com hams selectius. Gràcies a la tècnica de Smith, entre una barreja de milions de bacteriòfags diferents es poden extreure únicament els que contenen un gen en concret.